# Trouble Shooter
Trouble Shooter (Battle Mania au Japon) est un jeu vidéo shoot them up sorti en 1991 sur Mega Drive. Le jeu a été développé et édité par Vic Tokai.

## Accueil
- Famitsu : 22/40[1]